# Bethel (Missouri)
Pour les articles homonymes, voir Bethel.
Bethel est un village situé au nord du comté de Shelby, dans le Missouri, aux États-Unis,. Il est fondé en 1844 et incorporé en 1883.

## Démographie
Lors du recensement de 2010, le village comptait une population de 122 habitants. Elle est estimée, en 2017, à 115 habitants.

### Source de la traduction
- (en) Cet article est partiellement ou en totalité issu de l’article de Wikipédia en anglais intitulé « Bethel, Missouri » (voir la liste des auteurs).